# Gerald Lawrence

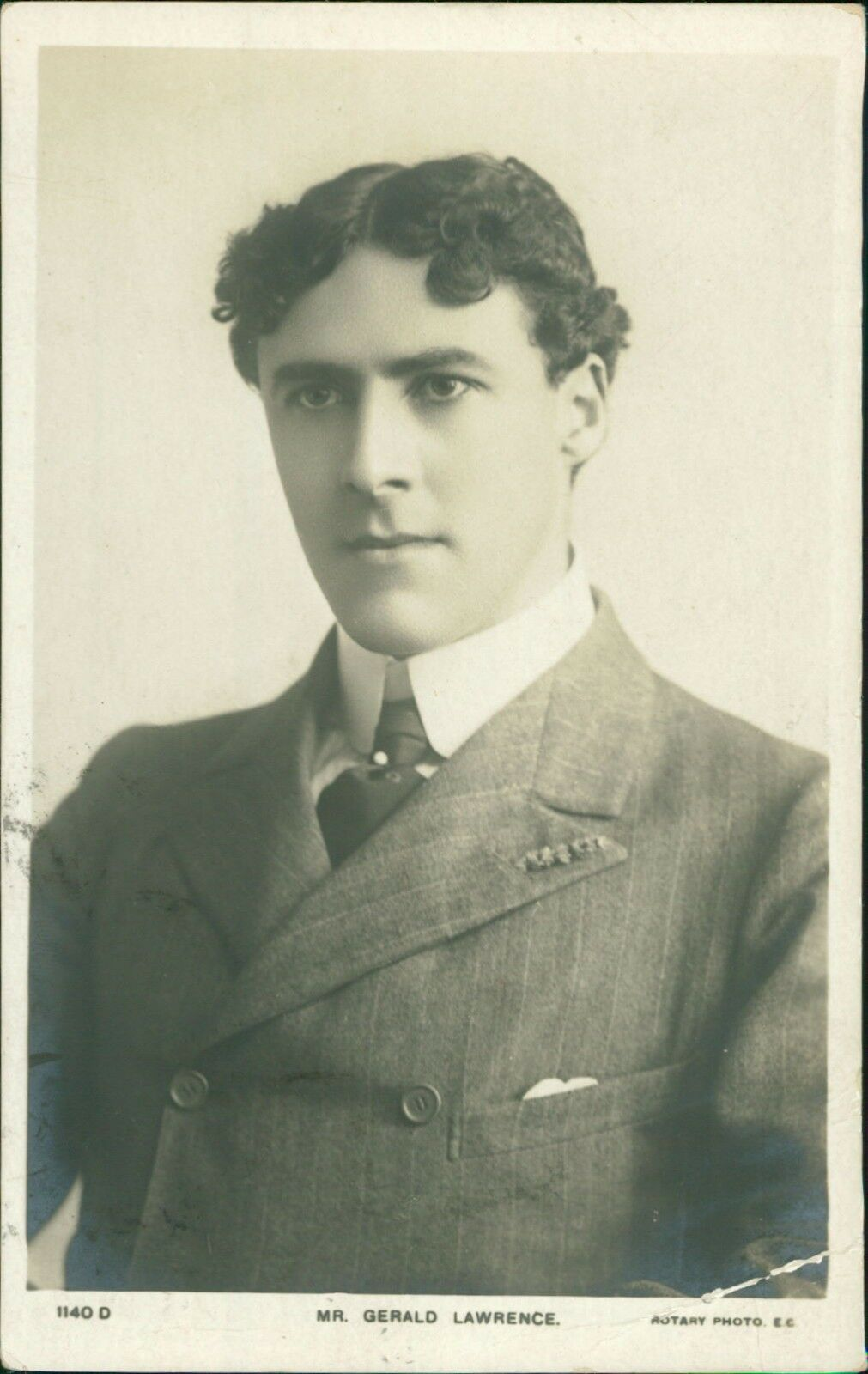

Gerald Lawrence (Londres, 23 de março de 1873 – Londres, 16 de maio de 1957) foi um ator britânico.

## Filmografia selecionada
- The Harbour Lights (1914)
- Enoch Arden (1914)
- The Romany Rye (1915)
- A Bunch of Violets (1916)
- The Grand Babylon Hotel (1916)
- The Fall of a Saint (1920)
- The Glorious Adventure (1922)
- The Iron Duke (1934)